# Max Greiff

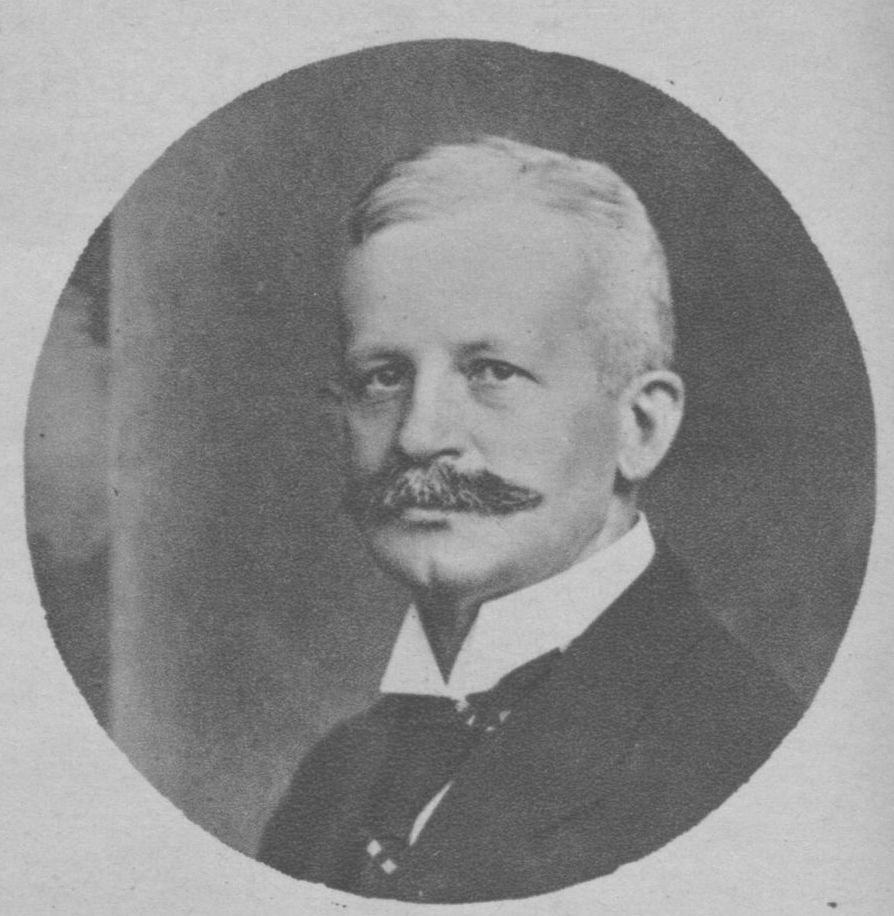
Max Greiff, um 1918

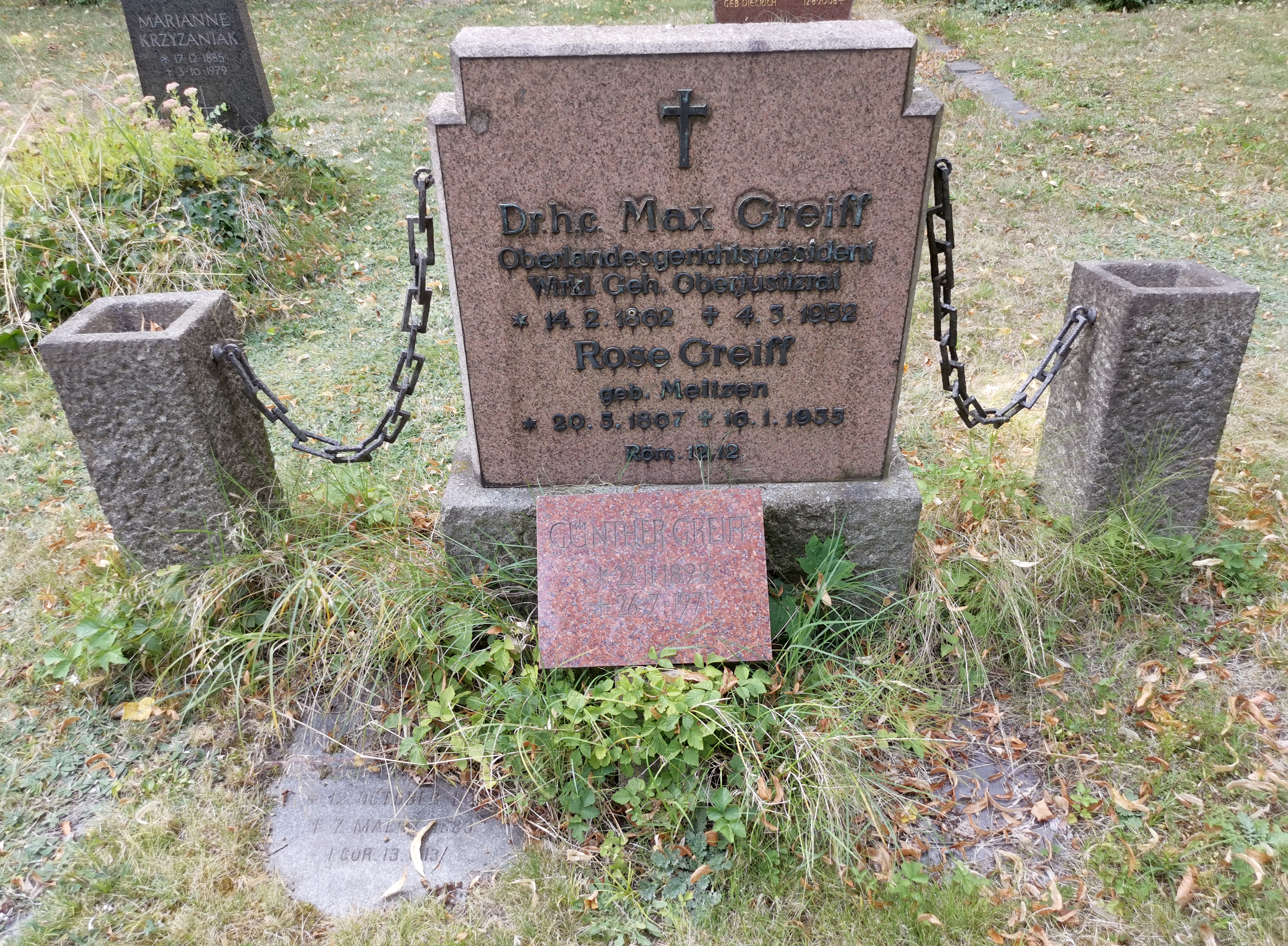
Grab auf dem Alten Zwölf-Apostel-Kirchhof in Berlin-Schöneberg

Friedrich Wilhelm Max Greiff (* 14. Februar 1862 in Berlin; † 4. März 1932 daselbst) war ein deutscher Jurist. Er war Präsident des Oberlandesgerichts Kassel und anschließend Präsident des Oberlandesgerichts Breslau. 

## Leben
Über das Leben von Greiff ist in der Literatur wenig überliefert. In den 1890er Jahren war er Amtsrichter im kaiserlichen Reichsjustizamt in Berlin. Ebenfalls in Berlin heiratet er 1894 Rosa Meitzen, die später als Rosa Greiff am Theater in Kassel beschäftigt war. 1913 bis 1917 war er, als Nachfolger von Leopold von Hassell, Präsident des Oberlandesgerichts Kassel. Der Sohn Joachim Greiff (1903–1970) wurde später Senatspräsident am Oberlandesgericht Frankfurt am Main und Präsident des Landgerichts Frankfurt am Main. 1918 wurde Max Greiff als Nachfolger von Felix Vierhaus Präsident des höher angesehenen Oberlandesgerichts Breslau. Die Universität Breslau verlieh ihm die Ehrendoktorwürde. 1927 wurde er in den Ruhestand versetzt, er starb 1932.

## Schriften
- zusammen mit Alexander Achilles (Hrsg.): Bürgerliches Gesetzbuch – Nebst Einführungsgesetz, Jugendwohlfahrtsgesetz, Schiffsrechtsgesetz, Ehegesetz, Testamentsgesetz, de Gruyter, Berlin ISBN 978-3-11-125304-6